# Api Claudi Cras (tribú consular 403 aC)
Api Claudi Cras (llatí: Appius Claudius App. f. App. n. Crassus) va ser un militar i magistrat romà. Era fill d'Api Claudi Cras i formava part de la gens Clàudia.
Va ser tribú amb potestat consular l'any 402 aC i va impulsar una mesura de gran importància: els procediments dels tribuns podrien ser aturats si una altra tribu vetava la proposta. Les queixes dels tribuns a causa del fet que les tropes havien de restar al setge de Veïs durant l'hivern, van ser contestades per Api Claudi, però després va proposar pagar als soldats amb el botí obtingut.